# ثلاثة عشر خطوة للأسفل
ثلاثة عشر خطوة للأسفل هي رواية إثارة نفسية من تأليف روث رندل سنة 2004.
احتُفل بنشر الرواية في المملكة المتحدة بمناسبة الذكرى الأربعين لنشرها، وحملت جميع النسخ ذات الغلاف المقوى إشعار ترويجي خاص على الغلاف احتفالاً بذلك.

## الملخص
ميكس تشيليني هو شاب وحيد غير متكيف يعمل في شركة لإصلاح معدات التمارين الرياضية، ويعيش في شقة في الطابق العلوي لمنزل فيكتوري قديم في نوتينغ هيل. بينما تقضي صاحبة المنزل المنعزلة، جويندولين تشاوسر، وقتها في القراءة والتفكير في الحب المفقود، يصبح ميكس مهووسًا بشكل خطير بالقاتل المتسلسل جون كريستي وعارضة الأزياء المحلية، نيريسا ناش، على الرغم من حقيقة أنها بالكاد تعترف بوجوده.

## النسخة التلفزيونية
أنتج فيلم ثلاثة خطوات للأسفل في لندن ودبلن، فيلم إثارة مكون من جزئين بُث من قبل محطة  آي تي في يوم 13 و20 أغسطس 2012 من بطولة لوك تريدواي وجيرالدين جيمس وإيلاريكا جالاتشر.

## الروابط الخارجية
- مراجعة لثلاثة عشر خطوة للأسفل
- http://tomtdowling.wordpress.com/2012/02/21/13-steps-down-in-pre-production-for-parallel-pictures-a